# Daimler-Benz DB 603
El Daimler-Benz DB 603 fue un motor de aviación alemán empleado durante la Segunda Guerra Mundial. Se trataba de un motor refrigerado por líquido, con los cilindros en configuración V12 invertida. Evolucionaba el modelo DB 601, a su vez evolución del DB 600. La producción del DB 603 se inició en mayo de 1942, motorizando aparatos como los Do 217 N y M, Do 335, He 219, Me 410 y Ta 152C.

## Diseño y desarrollo
Si bien el DB 603 no entró en producción hasta mayo de 1942, sus primeros prototipos vieron la luz antes incluso de la Segunda Guerra Mundial. De hecho, el tercer prototipo motorizaba al Mercedes-Benz T80, un automóvil creado para establecer el récord de velocidad, que se estimó capaz de alcanzar los 750 km/h. El estallido de las hostilidades impidió que la tentativa se llevase a cabo.
La principal diferencia entre el DB 603 y el DB 601 era el desplazamiento, dado que el primero tenía un diámetro por carrera de 162x180 mm, en lugar de los 150x160 del DB 601, llevando la cilindrada a los 44,5 litros, por los 34 del DB 601. Por supuesto, ello aumentaba considerablemente la potencia, pero también el peso, no resultando indicado para un caza, sino para bombarderos, o bien aparatos en los que el peso no fuese un factor crítico, como el caza pesado bimotor Do 335.

## Variantes

### Versiones de producción
- DB 603A, altitud nominal de 5700 m, combustible B4

Potencia máxima: 1726 hp a 2700 rpm al nivel del mar
Potencia de combate: 1558 hp a 2500 rpm al nivel del mar
- DB 603AA, DB 603A con altitud nominal de 7300 m, combustible B4

Potencia máxima: 1647 hp a 2700 rpm al nivel del mar
Potencia de combate: 1558 hp a 2500 rpm al nivel del mar
- DB 603E, altitud nominal de 7000 m, combustible B4

Potencia máxima: 1776 hp a 2700 rpm al nivel del mar
Potencia de combate: 1553 hp a 2500 rpm al nivel del mar

### Prototipos y evoluciones
- DB 603D, DB 603A con hélice en giro levógiro.
- DB 603F, DB 603E con hélice en giro levógiro.
- DB 603G, cancelado

Potencia máxima: 1873 hp a 2700 rpm al nivel del mar
Potencia de combate: 1538 hp a 2700 rpm al nivel del mar
- DB 603L/LA, prototipo con compresor de dos etapas, combustible B4

Potencia máxima: 1973 hp
- DB 603N, prototipo con compresor de dos etapas, combustible C3

Potencia máxima: 2761 hp a 3000 rpm al nivel del mar
Potencia de combate: 1904 hp a 2700 rpm al nivel del mar
- DB 603S, DB 603A con un turbocompresor experimental TK-11
- Daimler-Benz DB 607, DB 603 diésel
- Daimler-Benz DB 609, DB 603 con 16 cilindros
- Daimler-Benz DB 613, dos DB 603G acoplados
- Daimler-Benz DB 614, DB 603 avanzado
- Daimler-Benz DB 622, DB 603 con compresor centrífugo de dos etapas seguido de turbocompresor
- Daimler-Benz DB 623, DB 603G con dos turbocompresores
- Daimler-Benz DB 624, DB 603G con turbocompresor e intercambiador de calor aire-aire
- Daimler-Benz DB 626, DB 603G con doble turbocompresor e intercambiador de calor aire-aire
- Daimler-Benz DB 627, DB 603G con compresor centrífugo de dos etapas y refrigeración del aire de admisión
- Daimler-Benz DB 631, DB 603G con compresor centrífugo de tres etapas

## Aplicaciones
- Blohm & Voss BV 155
- Blohm & Voss BV 238
- Dornier Do 217
- Dornier Do 335
- Fiat G.56 - dos prototipos
- Focke-Wulf Ta 152
- Heinkel He 177 - prototipos
- Heinkel He 219
- Heinkel He 277
- Heinkel He 274
- Messerschmitt Me 410
- Maus

## Especificaciones (DB 603A)
Referencia datos:
- Tipo: V12 invertida
- Diámetro: 162 mm
- Carrera: 180 mm
- Desplazamiento: 44,52 l
- Longitud: 2610,5 mm
- Anchura: 830 mm
- Peso: 920 kg
- Admisión: Compresor centrífugo
- Alimentación: Inyección directa
- Refrigeración: Agua presurizada
- Potencia:
  - 1287 kW máxima al despegue
  - 1111 kW máxima en vuelo
- Potencia específica:26,7 kW/l
- Compresión: 7,5:1 (bancada izquierda), 7.3:1 (bancada derecha)
- Consumo: 0,288 kg/(kW·h)
- Relación potencia/peso: 1,29 kW/kg

### Desarrollos relacionados
- Daimler-Benz DB 613

### Motores similares
- Allison V-1710
- Hispano-Suiza 12Y
- Junkers Jumo 213
- Klimov VK-107
- Mikulin AM-38
- Rolls-Royce Griffon

### Listas relacionadas
- Anexo:Motores aeronáuticos